# Зілай (присілок, Балезінський район)
Зіла́й (рос. Зилай) — присілок в Балезінському районі Удмуртії, Росія.

## Населення
Населення — 9 осіб (2010; 18 в 2002).
Національний склад станом на 2002 рік:
- удмурти — 89 %